# Zena Werb
Zena Werb (geboren am 24. März 1945 im KZ Bergen-Belsen; gestorben am 16. Juni 2020 in San Francisco) war eine kanadisch-US-amerikanische Zellbiologin und Krebsforscherin an der University of California, San Francisco.

## Leben
Zena Werb wurde als Kind polnisch-jüdischer Eltern im KZ Bergen-Belsen geboren. Ihre Familie emigrierte zunächst nach Italien, dann nach Kanada. Werb wuchs in ländlicher Umgebung im südlichen Ontario auf.
Werb erwarb 1966 an der University of Toronto einen Bachelor in Biochemie und 1971 bei Zanvil A. Cohn an der Rockefeller University einen Ph.D. in Zellbiologie. Als Postdoktorandin arbeitete sie von 1971 bis 1973 bei John T. Dingle am Strangeways Research Laboratory der University of Cambridge. 1975/76 gehörte sie kurz zum Lehrkörper der Dartmouth Medical School.
1976 erhielt sie eine Anstellung an der University of California, San Francisco (USCF), zunächst als Assistant Adjunct Professor für Radiobiologie. An der USCF war sie zuletzt Professorin für Anatomie und stellvertretende Leiterin der Abteilung für Anatomie. Ab 1995 gehörte sie zusätzlich zum Lehrkörper des Lawrence Berkeley National Laboratory.
Gastprofessuren führten sie 1985/86 an die University of Oxford, 1998 an das Institut Curie und seit 2006 an das Max-Planck-Institut für Biochemie.
Zena Werb war unverheiratet und hatte keine Kinder. Sie starb im Juni 2020 im Alter von 75 Jahren.

## Wirken
Werb ist bekannt für ihre Arbeiten zur Proteolyse innerhalb der extrazellulären Matrix und zur Bedeutung der Metalloproteasen bei der Einnistung der Embryonen, bei der Entwicklung der weiblichen Brust und des Knochengewebes und bei der Angiogenese. Sie trug wesentlich zum Verständnis der Rolle der Matrix-Metalloproteasen in der Biologie der Stammzellen und beim Verlauf von Krebserkrankungen bei.
Werb hat laut Google Scholar einen h-Index von 172, laut Datenbank Scopus einen von 144 (Stand jeweils November 2020).

## Auszeichnungen (Auswahl)
- 1985 Guggenheim-Stipendium[5]
- 1992 Fellow der American Association for the Advancement of Science
- 1996 FASEB Excellence in Science Award
- 2002 Mitglied des Institute of Medicine
- 2003 Ehrendoktorat der Universität Kopenhagen
- 2003 Mitglied der American Academy of Arts and Sciences[6][2]
- 2007 E. B. Wilson Medal[7]
- 2005 Präsidentin der American Society for Cell Biology[8]
- 2010 Mitglied der National Academy of Sciences[9]
- 2020 Mitglied der Royal Society of Canada